# Scattered Disk Object

Die Bahnen der SDOs (schwarz) im Vergleich zu denen der resonanten KBOs (grün) und der Cubewanos (blau)

Scattered Disk Objects (SDOs, auch Scattered Disc Objects, Scattered Kuiper Belt Objects, SKBOs, wörtlich gestreute Kuipergürtelobjekte) sind transneptunische Objekte im Kuipergürtel (KBOs) mit stark exzentrischen Umlaufbahnen. Das heißt, ihre Umlaufbahnen verlaufen außerhalb der Bahn des Planeten Neptun und sind mit einer numerischen Exzentrizität von etwa 0,3 bis über 0,99 deutlich bis extrem elliptisch. Der Name Scattered Objects (deutsch gestreute Objekte) bezieht sich auf ihre vermutete Entstehung.

## Entstehung
Objekte im Kuipergürtel außerhalb der Neptunbahn sind aus der planetaren Akkretionsscheibe des Sonnensystems entstanden. Nach gängigen Modellen sind Scattered Disk Objects aus ihren ursprünglich näherungsweise kreisförmigen Umlaufbahnen durch Einwirkung der Gravitation der Gasriesen (Jupiter, Saturn, Uranus und Neptun) gestreut worden. Da dieser Streuprozess von den jeweiligen Planeten/Objekt-Konstellationen abhängt, geht damit eine breite Verteilung der Objektbahnen einher.

## Bekannte Vertreter
Das größte bekannte SDO ist der Zwergplanet Eris. Das Objekt hat einen Mond und befindet sich momentan in einer Entfernung von 97 AE (14,6 Mrd. km). Eris bewegt sich auf einer stark exzentrischen und geneigten Bahn, die sie in eine Apheldistanz von fast 100 AE führt.
Bei einem anderen Vertreter der SDOs, dem Asteroiden (87269) 2000 OO67, ist die Umlaufbahn sogar so exzentrisch, dass sein Perihel innerhalb der Bahn des Neptun und sein Aphel in über 1.000 AE Entfernung von der Sonne liegt.
Weitere bekannte SDOs:
- (612911) 2004 XR190
- (48639) 1995 TL8
- (15874) 1996 TL66
- (65489) Ceto
- 2014 UZ224.